# Армяне в Ираке
Армяне в Ираке — армянское национальное меньшинство в Ираке, часть армянской диаспоры.

## История
Армяне стали селиться на территории современного Ирака с VII века и создали свои общины в Басре и Багдаде. 
В 1638 году османский султан Мурад IV предоставил армянам привилегию жить в Багдаде. В 1640 году была построена первая армянская церковь в Ираке — церковь Пресвятой Богородицы в Багдаде. В 1874 году братьями Тадевосян в Багдаде была создана первая армянская типография в Ираке. 
Армянская община Ирака увеличилась за счет беженцев, переживших геноцид армян — в 1920-х годах в Ираке было около 90 000 армянских беженцев. Позже часть из них покинули страну, некоторые при этом переселились в Советскую Армению.
К 2003 года в Ираке жило около 25 000 армян, при этом около 15-17 000 из них жили в Багдаде, а остальные — в основном в Басре, Мосуле, Киркуке, Заху. В основном иракские армяне занимались торговлей и ремеслами, среди них также были врачи, инженеры, госслужащие. 
Вторжение США и их союзников в Ирак в 2003 году и последовавшие столкновения между американскими войсками и повстанцами, в дополнение к межконфессиональным и межэтническим конфликтам, привело к эмиграции армян из Ирака в Иордании,  Сирии, европейские страны (в частности, в Нидерланды), в США. Около 1000 беженцев из Ирака к 2007 году прибыли в Армению. Многие оставшиеся в Ираке армяне (особенно из Багдада) переселились в более безопасный Иракский Курдистан.

## Современность

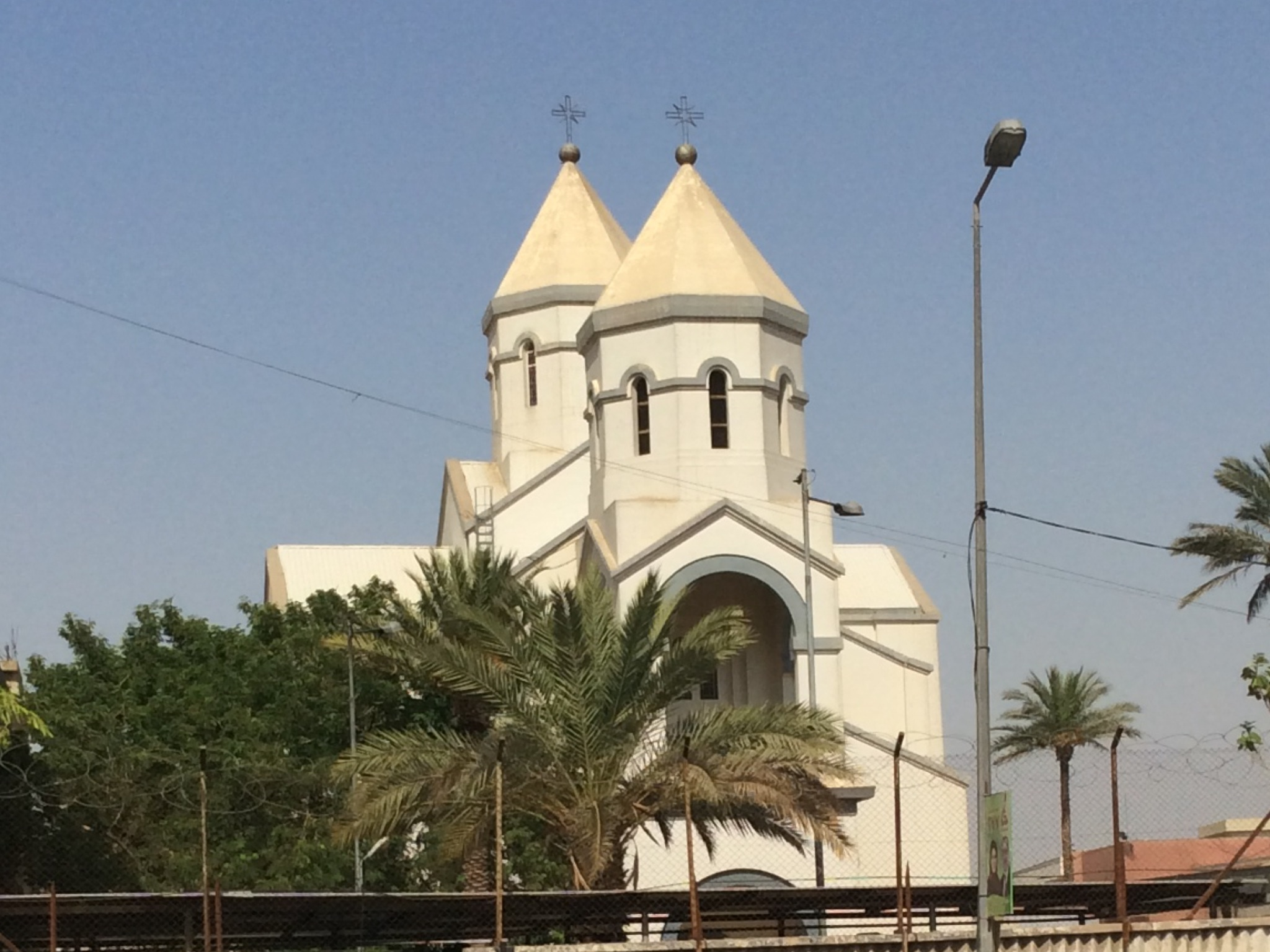
Церковь Св. Григория Просветителя в Багдаде

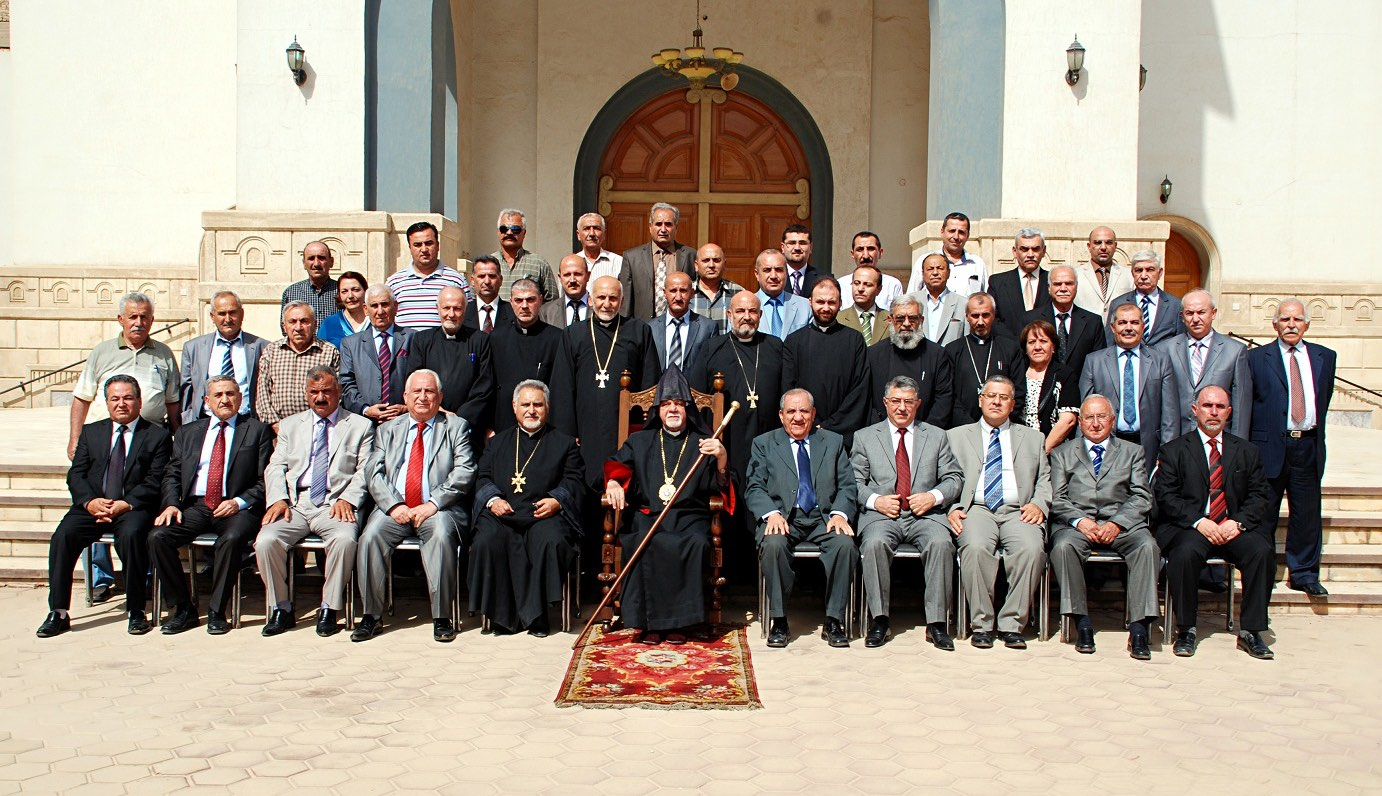
Собрание диоцеза Армянской Апостольской Церкви в Багдаде, 2012 год

В настоящее время число армян в Ираке составляет 7000-8000 человек. Руководящим органом общины иракских армян является Национальный центральный департамент. В 2004 году в Багдаде была вновь открыта Армянская национальная единая гимназия. В конституции Ирака, принятой в 2005 году, указано, что армянский язык может преподаваться в качестве родного в национальных армянских школах. В Багдаде есть пять армянских церквей (из них две католические), самая большая из них – церковь Св. Григория Просветителя..
Из иракских армян известны певица Седа Акопян и эмигрировавший в Великобританию хирург Ара Дарзи.